# حضارة بحر إيجة
```
يمكن اعتبار 
حضارة بحر إيجة
[
1
]
[
2
]
[
3
]
 
أو الحضارة الإيجية
 مصطلحًا عامًا يشير إلى حضارات العصر البرونزي في اليونان والتي تمركزت حول 
بحر إيجة
. يشمل هذا المصطلح ثلاث مناطق جغرافية مختلفة ولكن متصلة ومتفاعلة فيما بينها: كريت، وسيكلادس والبر الرئيسي اليوناني. ترتبط جزيرة كريت بالحضارة المينوسية العائدة إلى العصر البرونزي المبكر. تلتقي سيكلادس مع البر الرئيسي خلال الفترة الهلادية المبكرة («مينيان») ومع جزيرة كريت في الفترة المينوسية الوسطى. وصلت حضارة موكناي اليونانية إلى جزيرة كريت منذ عام 1450 قبل الميلاد تقريبًا (العصر الهيلادي المتأخر، والعصر المينوسي المتأخر).
[
4
]
```

كان الفلاحون الإيجيون قد نقلوا مهنتهم إلى أوروبا الغربية بالفعل قبل 5000 سنة قبل الميلاد.

## المزارعون الإيجيون في العصر الحجري الحديث
تشير دراسات الحمض النووي الحديثة إلى قيام الإيجيين بجلب الزراعة إلى أوروبا الغربية، إذ عُرفوا باسم «المزارعين الإيجيين في العصر الحجري الحديث». وصلت مجموعات العصر الحجري الحديث هذه إلى شمال فرنسا وألمانيا نحو 5000 سنة قبل الميلاد، وبريطانيا بعدها بما يقارب 1000 عام.
انقسمت هذه التجمعات السكانية سريعًا بعد مغادرتها بحر إيجة إلى مجموعتين مختلفتين نوعًا ما من الناحية الحضارية. ذهبت إحدى المجموعتين شمالًا على امتداد نهر الدانوب، بينما اتخذت المجموعة الأخرى طريقًا جنوبيًا على طول البحر المتوسط وصولًا إلى أيبيريا وبريطانيا من بعدها.
كانت هذه المناطق سابقًا مأهولةً بحضارات قائمة على الصيد وجمع الثمار عُرفت باسم «مجموعات الصيد وجمع الثمار الغربية»، على غرار انسان الشيدر.
ينحدر أسلاف السكان البريطانيين بعد 4000 سنة قبل الميلاد في معظمهم (74 ٪ في المتوسط) من المزارعين الإيجيين في العصر الحجري الحديث، وهذا ما يشير إلى تحول كبير في النَسَب ترافق مع الانتقال إلى الزراعة.
بدأ العصر النحاسي في أوروبا قرابة 3500 قبل الميلاد، والذي اشتمل بدوره على فترة من الحضارة الميغاليثية.

## التجارة
حدثت مبادلات تجارية محددة النطاق في أوقات مبكرة، وهذا ما يتضح من انتشار السَّبَج الميلوسي في جميع أنحاء منطقة بحر إيجة. عُثر على السفن الكريتية التي جرى تصديرها إلى ميلوس ومصر والبر الرئيسي اليوناني. وصُدّرت المزهريات الميلوسية بدورها إلى جزيرة كريت. بعد عام 1600 قبل الميلاد، توطدت العلاقات التجارية بصورة وثيقة مع مصر، وشقّت المنتجات الإيجية طريقها إلى جميع سواحل البحر المتوسط. لم تظهر أي آثار للعملة، باستثناء عدد من رؤوس الفؤوس، التي كانت رديئة جدًا لاستخدامها. عُثر على أوزان استُخدمت للقياس، وقطع تحمل أوصاف السبائك. لم يُثبت بعد استخدام المستندات الإيجية المكتوبة (التي عُثر عليها خارج المنطقة) كمراسلات بين الإيجيين (رسائل مكتوبة) والدول الأخرى. لم تُذكر توصيفات السفن كثيرًا، ولكن عُثر على العديد منها منقوشًا على الجواهر الإيجية، والأختام المكوّنة من الأحجار الكريمة، والمقالي القديمة والمزهريات. كانت سفنهم ذات متن منخفض، ومزودةً بصواري ومجاذيف. يتجلى إلمام الإيجيين بالشؤون البحرية من خلال الاستخدام المنتشر للزخارف البحرية في الديكور. يمكن العثور على الرسوم التوضيحية الغنية بالتفاصيل في «جدارية السفينة» في أكروتيري ضمن جزيرة ثيرا (سانتوريني)، إذ بقيت الجدارية سليمةً نتيجة تساقط الرماد بعد الانفجار البركاني الذي دمّر المدينة.
قدمت الاكتشافات اللاحقة في القرن العشرين متضمنةً السفن التجارية الغارقة، مثل تلك الموجودة في أولوبورون وكيب غيليدونيا قبالة الساحل الجنوبي لتركيا، كميةً هائلةً من المعلومات الجديدة حول تلك الحضارة.

## الأدلة
للحصول على تفاصيل الأدلة الضخمة، يجب الرجوع إلى المقالات المتعلقة بكريت، وموكناي، وتيريز، وترود، وقبرص، إلخ. يتمثل أفضل المواقع المكتشفة وأغناها بالأدلة الوصفية لحدّ الآن في كنوسوس (انظر جزيرة كريت) والذي قدّم أكثر الأدلة تنوعًا وأكثرها استمراريةً من العصر الحجري الحديث وصولًا إلى شفق الحضارة الكلاسيكية. يأتي في قائمة المواقع المهمة بعد كنسوس ما يلي: هيسارليك، وموكناي، وفايستوس، وهاغيا تريادا، وتيرنز، وفيلاكوبي، وباليكاسترو وغورنيا.

### الأدلة الداخلية
- البنى المعمارية: أنقاض القصور، والفيلات الفخمة، والمنازل، والمقابر المقببة، والتحصينات (في الجزر الإيجية والبر الرئيسي اليوناني وشمال غرب الأناضول)، ولكن تظهر تجسيدات لمعابد أقل تميزًا مثل الأضرحة الصغيرة، والمعابد المسوّرة (مرفق ديني مسوّر، عُثر غالبًا على بقايا أحدها في بيتسوفا بالقرب من باليكاسترو من قبل جيه. إل. مايرز في عام 1904)، على القطع المنقوشة والرسومات الجدارية. تقدّم لنا مصادر أخرى وأعمال التطعيم أيضًا تمثيلات للقصور والمنازل.
- الزخرفة الإنشائية: المعالم العمرانية، مثل الأعمدة والأفاريز والقوالب المختلفة: الزخرفة الجدارية، مثل اللوحات الجدارية، والنقوش البارزة الملونة والتطعيم الفسيفسائي. استُخدم بلاط السقف من حين لآخر، كما هو الحال في منطقتي ليرنا وأكوفيتيكا في الفترة الهلادية المبكرة، وفي وقت لاحق في مدينتي غلا وميديا في موكناي.[10]
- الأثاث: (أ) الأثاث المنزلي، مثل الأواني المتنوعة في الشكل والتكوين، من الجرار الكبيرة إلى قوارير المراهم الصغيرة، وأدوات الطبخ وغيرها من التجهيزات: عروش ومقاعد وطاولات، وما إلى ذلك، وتكون كلها مصنوعةً من الحجر أو الطين النضيج. (ب) الأثاث المقدس، مثل النماذج أو الأمثلة الواقعية على اللوازم الشعائرية والتي يمكن إيجاد العديد من التجسيدات الصورية لها. (ج) الأثاث الجنائزي، كالتوابيت المصنوعة ضمن طين نضيج مطلي.
- المنتجات الفنية: كالقطع البلاستيكية المنحوتة في الحجر أو العاج، أو المسبوكة منها أو المفلولة بالمعادن (الذهب والفضة والنحاس والبرونز)، أو المقولبة بالطين، أو الخزف، أو العجين، وما إلى ذلك. عُثر على أدلة شحيحة للغاية عن أعمال النحت حرة الاستناد، ولكن توجد أمثلة كثيرة على أعمال النحاتين الأصغر حجمًا. توجد مزهريات من جميع الأنواع، منحوتةً من الرخام أو غيرها من الأحجار، مسبوكةً أو مفلولةً بالمعادن أو مصنوعةً من الصلصال، وامتازت الأعمال الصلصالية بتعددها وتنوعها وتزيينها بأشكال مزخرفة غنية بالألوان، واشتمالها في بعض الأحيان على زخارف مقولبة. عُثر على نماذج للرسم على الحجر، منها المعتم ومنها الشفاف. توفرت القطع المحفورة بأعداد كبيرة مثل الخواتم ذات الفص المحفور والأحجار الكريمة التي أُخذت عنها كمية هائلة من الانطباعات الطينية.
- الأسلحة والأدوات والمعدات: المصنوعة من الأحجار والطين والبرونز ولاحقًا الحديد، غالبًا ما كانت مزخرفة أو مطعّمة. توجد تمثيلات عديدة أيضًا لها. لم يُعثر على دروع حقيقية للبدن، باستثناء تلك التي استخدمت في الشعائر أو دُفنت مع الموتى، مثل دروع الصدر الذهبية في القبور الدائرية في موكناي أو درع الجسد الكامل في دندرا.
- أدوات شخصية: مثل البروش (شكل الفيبيولا)، والدبابيس، وشفرات الحلاقة، والملاقط، إلخ، غالبًا ما كانت هذه الأدوات بمثابة إهداء لكيان إلهي، مثلما كان الحال في كهف ديكتون في كريت. لم تبق أي قطع منسوجة بل اقتصر وجودها على الانطباعات الطينية.
- المستندات المكتوبة: كألواح وأقراص الطين (موجودة حتى الآن في جزيرة كريت فقط)، دون وجودها على مواد قابلة للتلف، مثل الجلود وورق البردي وغيرها. توجد أحجار كريمة منقوشة بالإضافة إلى انطباعات الجواهر، وأساطير مكتوبة على الفخار باستخدام الخضاب (نادرة)، وأحرف محفورة على الحجر أو الفخار. تُظهر هذه القطع عددًا من أنظمة الكتابة التي استخدمت إما الرسوم الفكرية أو الرسوم المقطعة (انظر النظام الخطي ب).
- المقابر المحفورة: إما في الحفر الكبيرة أو الحجرات أو الأبنية المستديرة المقببة، إذ وُضع فيها الموتى، مع أدوات متنوعة استخدمها الميت في حياته أو وُضعت كدليل على بذخه، دون حرق جثثهم، داخل تابوت أو مسكن أو تم لفّهم بأغلفة بسيطة.
- الأعمال العامة: مثل الطرق المرصوفة والمخططة، والجسور، وأنظمة الصرف الصحي، إلخ.

### دلائل خارجية
- آثار وسجلات الحضارات المعاصرة الأخرى: على سبيل المثال، تصوير الشعوب الأجنبية في الجداريات المصرية، تقليد الأقمشة والطراز الإيجيين في مناطق غير إيجة، والإيحاءات إلى شعوب البحر المتوسط في السجلات المصرية أو السامية أو البابلية.
- التقاليد الأدبية للحضارات اللاحقة: خاصة الإغريقية، على سبيل المثال، تلك المجسدة في القصائد الهوميرية، والأساطير المتعلقة بكريت، وموكناي، وما إلى ذلك. عبارات فيما يتعلق بأصل الآلهة والطوائف وما إلى ذلك، التي نقلت إلينا من قبل خبراء الآثار الإغريقيون سترابو، وباوسانياس، وديودور الصقلي، وغيرهم.
- آثار العُرف والعقائد والطقوس، وغيرها: في فترة زمنية لاحقة في منطقة بحر إيجة، التي تتناقض مع الحضارة التي مارسوها وتدل على أنها بقايا من أنظمة قديمة. هناك أيضًا بقايا محتملة لغوية وحتى مادية يجب أن تؤخذ بعين الاعتبار.

موكناي وتيرنز هما الموقعان الرئيسيان اللذان لاحظ فيهما الإغريق القدماء أدلة على حضارة ما قبل التاريخ منذ فترة طويلة.

## الاكتشاف
كان الحائط الساتر وأبراج قلعة موكناي، وبوابتها المزركشة بالشعارات على أشكال الأسود، و«خزانة أتريوس» العظيمة، تحمل شهادة صامتة على عصور ما قبل زمن هاينريش شليمان؛ لكن كان من المفترض أن تُعطي دليلًا عن عصر هوميروس فقط، أو على أبعد تقدير، عصر بداية ملحمية بدائية للحضارة الإغريقية البحتة. لم يدرك العلماء المرحلة المتقدمة من الفن التي وصل إليها سكان ما قبل التاريخ في قلعة موكناي، حتى كشف شليمان عن محتويات المقابر التي تقع داخل البوابة مباشرة.
ومع ذلك، كان هناك عدد كبير من الأدلة الأخرى متاح قبل عام 1876، والتي لو جُمعت ودُرست بجدية، كانت لربما قللت من الضجة الكبيرة التي خلفها في نهاية المطاف اكتشاف مقابر القلعة. على الرغم من أنه أُدرك أن هدايا معينة مقدمة كجزية، صورت على سبيل المثال، في قبر رخميرع من الأسرة الثامنة عشر في طيبة المصرية على هيئة جرات تحمل أشكالًا غريبة، كانت من بعض الأعراق المتوسطية، فإنه لا يمكن تحديد موطن تلك الأعراق الأصلي بدقة أو درجة حضارتهم إذ إن عدد قليل من بقايا ما قبل التاريخ الفعلي كانت معروفة في أراضي البحر الأبيض المتوسط. كذلك لم تقدم أغراض الحضارة الإيجية التي كانت ترقد في المتاحف في عام 1870، أو ما يقرب من ذلك التاريخ، اختبارًا كافيًا للأساس الحقيقي الذي تقوم عليه الأساطير الإغريقية حول آرغوس وترود وكريت، لكي تؤخذ على محمل الجد. عُرضت جرات الحضارة الإيجية في كل من سيفر ونوشاتيل منذ عام 1840 تقريبًا، مع وجود الأصل (أي المصدر أو الأصل) في حالة الأولى في بايلاكوبي في ميلوس، والأخرى في كيفالونيا.
عُيين لودفيش روس، عالم الآثار الألماني أمينًا للآثار في أثينا في وقت إنشاء مملكة اليونان، من خلال استكشافاته في الجزر اليونانية من عام 1835 وما بعده، لفت الانتباه إلى بعض الجواهر المنقوشة المبكرة، التي تُعرف باسم حجارة الجزيرة (بالألمانية: Inselsteine)، ولكن في عام 1878 أثبت شارلز توماس نيوتن أنها منتجات فينيقية ضالة. في عام 1866، اكتُشفت بنى بدائية في جزيرة تيراسيا بواسطة عمال مناجم يستخرجون مادة البوزولانا، الرماد البركاني السيليكوني، من أجل أعمال قناة السويس. عندما تُوبع الاكتشاف في عام 1870، في جزيرة سانتوريني المجاورة (ثيرا)، من قبل ممثلي المدرسة الفرنسية في أثينا، كان هناك الكثير من الفخار لفئة تُعرف الآن أنها مباشرة تسبق أدوات حضارة إيجية المتأخرة، ووجد العديد من الأغراض الحجرية والمعدنية. أُرخت بواسطة الجيولوجي فيردينوا فوكي، اعتباطيًا إلى عام 2000 قبل الميلاد، بالنظر إلى الطبقة البركانية الفوقية.